# 塔朗泰拉

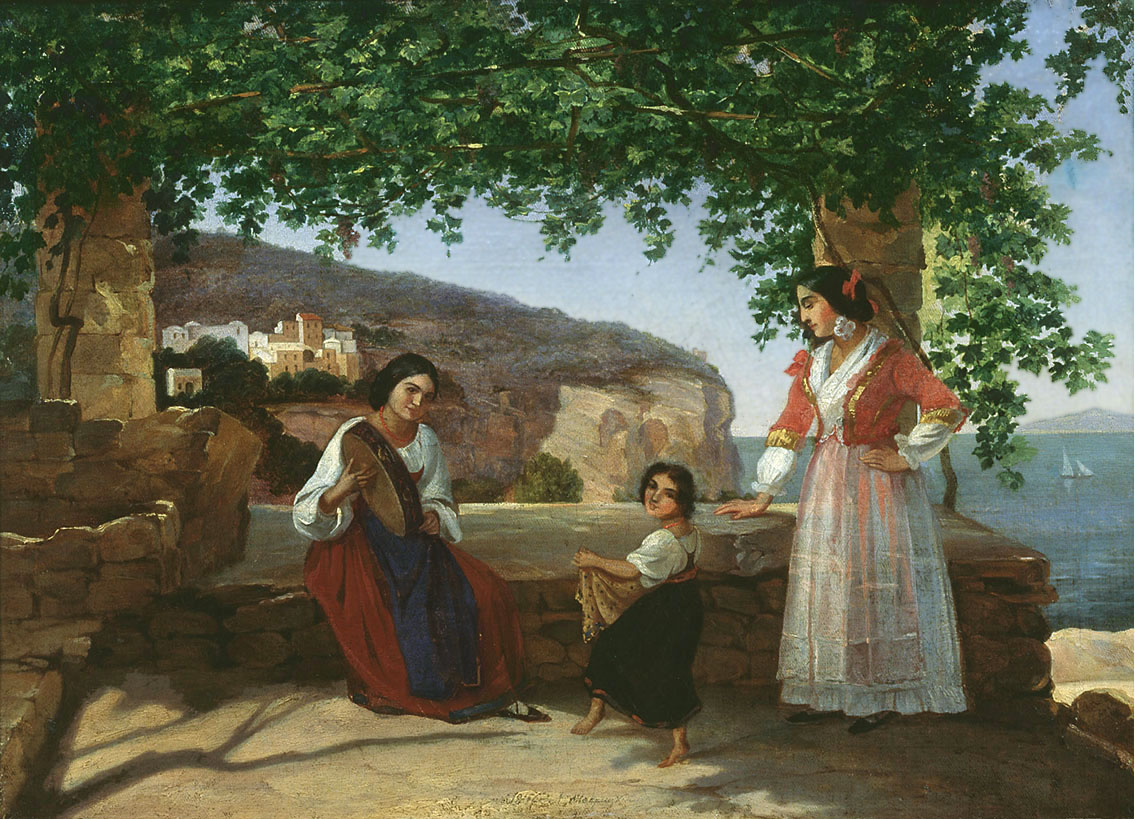
塔朗泰拉

塔朗泰拉（義大利語：tarantella，義大利語發音：[taranˈtɛlla]）、塔蘭泰拉或塔兰苔拉，出於文法需求也可寫為塔朗泰羅（tarantello），是一種義大利傳統舞蹈，流行於拿玻里、西西里地區，是當地最具代表性的舞步，現在則可見於南義大利以及阿根廷等地。音樂上一般是 
 拍（有時也使用 
 拍或 
 拍）。其舞蹈特点是雙人快速的旋轉，节奏急促、强烈，且舞者的腿部动作丰富多变。同時，舞者手持铃鼓，边舞边击，十分热烈。
由于该舞的独特风格，音乐家、舞蹈家们都以它为素材创作了许多作品，如芭蕾名作《天鹅湖》第三幕中的那不勒斯舞和G.巴兰钦编导的独舞《塔兰泰拉》等。

## 名稱
在坎帕尼亞地區，稱這種舞步為「塔穆里亞塔」（tammurriata），薩蘭托稱為「皮茨卡」（pizzica），在卡拉布里亚則稱為「索努阿巴魯」（sonu a ballu）。

## 歷史
14世纪中叶，在意大利南部城市塔兰托城一带，出现一种奇怪的传染病，是由狼蛛咬伤所致。受伤者只有疯狂地跳舞，直至全身大汗淋漓，才能排出体内毒素。塔兰泰拉之名由此而得。
在文化上，湯普森（R. Lowe Thompson）曾提出這種舞步是崇拜狄阿娜和狄俄倪索斯的秘密教會所用。康普頓（John Compton）支持了上述的看法，主張羅馬當局對這些酒神崇拜的儀式進行了相當程度的鎮壓。約自紀元前186年起，塔朗泰拉轉向地下，只有必須為遭到狼蛛咬傷的患者進行祝禱時，才會使用。

## 衍生作品
- 教父這部電影裡，在康妮的婚禮中就有出現塔朗泰拉舞蹈